# Primer Imperi Francès
El Primer Imperi Francès, conegut comunament com a Imperi Francès, Imperi Napoleònic o simplement l'Imperi, cobreix el període de la dominació de França sobre l'Europa Continental, sota el govern de Napoleó I de França.
Oficialment, el terme es refereix al període comprès entre 1804 i 1814, des del final del Consolat fins a la Restauració de la monarquia borbònica, encara que posteriorment va viure un epíleg conegut com el període dels Cent Dies, de l'1 de març de 1815 a l'abdicació final de Napoleó, el 22 de juny de 1815. Evidentment, es tracta d'un període de la història de França molt marcat per diferents guerres (veure: Guerres Napoleòniques)

## Antecedents i segona coalició
A França l'antic règim havia estat enderrocat per les revolucionàries idees republicanes que amenaçaven d'expandir-se arreu d'Europa, això va provocar una immediata reacció dels altres estats formant la primera coalició integrada per l'imperi Austríac, Prússia, l'Imperi Britànic, l'imperi Espanyol i el Piemont (Itàlia). La coalició va ser derrotada gràcies al fet que els francesos van fer purgues massives de tots els que estaven en contra de la República (Robespierre), una gran mobilització general, van reformar l'exèrcit i van adoptar innovadores tàctiques militars. Cal destacar Napoleó com un general de gran qualitat malgrat que va necessitar bastant temps i un esforç humà i econòmic notable per part de la població francesa per poder vèncer a la coalició.
Però l'any 1798 es va tornar a formar una poderosa coalició formada per l'Imperi Rus, el britànic, l'Imperi Otomà, Portugal, Nàpols i els Estats Pontificis, la qual va ser més efectiva que la primera i el govern corrupte de França regit pel Directori executiu juntament amb altres factors com ara que l'exèrcit rus estava dirigit per l'eficaç comandant Aleksandr Suvórov, que els dos millors comandants de França no estiguessin disponibles (Napoleó estava a la campanya egípcia per amenaçar l'Índia Britànica i el ministre Lazare Carnot ja no era al càrrec) i la ràpida revitalització dels aliats van contribuir a la derrota francesa
El 1799, Napoleó tornà a França deixant el comandament de la campanya egípcia al seu segon en el comandament, el general Kleber, i aboleix el directori l'any 1799 amb el cop d'estat del 18 de Brumari. La situació era desesperada, ja que tan sols es disposava de 300.000 soldats lluitant contra la coalició, però les coses començaren a millorar, a la mort de Caterina II, quan els russos es començaren a retirar. Llavors Napoleó va derrotar els austríacs primer a la batalla de Marengo i després a la de Hohenlinden. França, tot i les brillants victòries militars no pogué envair Anglaterra i fou derrotada en la batalla del Nil i a la de Trafalgar. En teoria el Tractat d'Amiens (1802) posà fi als conflictes entre ambdues potències, però ni l'Imperi britànic ni França en restaren satisfets i aquest tractat fou incomplert diverses durant només un any. Finalment, l'any 1804 Napoleó declarà l'Imperi el 2 de maig de 1804 i el 2 de desembre era coronat a París.

## La tercera i quarta coalició: domini francès a Europa
Napoleó volia conquerir Anglaterra, però per això necessitava tenir la superioritat naval. Per aconseguir-la va idear un pla per amenaçar les Índies occidentals i el Carib i així distreure els anglesos. A més a més va unir la seva flota amb l'espanyola, la qual seria comandada per l'almirall Pierre-Charles de Villeneuve. La flota franco-espanyola, però patí una desastrosa derrota a Trafalgar (1805), amb la qual quedà consolidat el domini britànic dels mars i Napoleó posposà els seus plans d'invasió del Regne Unit.
L'abril de 1805, el Regne Unit i Rússia van firmar un tractat per expulsar els francesos d'Holanda i de Suïssa. Àustria s'hi uní després de l'annexió de la República Lígur en 1805 per part dels francesos i la proclamació de Josep Bonaparte com a rei de Nàpols. Els francesos van vèncer successivament als austríacs a la batalla d'Ulm i a la d'Austerlitz, on Napoleó, en circumstàncies adverses va fulminar a un poderós exèrcit dirigit per l'emperador del Sacre Imperi Romanogermànic Francesc II i pel tsar Alexandre I de Rússia. Amb aquesta derrota Àustria perdé Venècia en favor de Napoleó.
Després d'això produí un cert estancament general, ja que, tot i que les tropes franceses havien vençut nombroses vegades els russos, la totalitat del seu exèrcit encara no havia entrat en guerra i Napoleó no es refiava encara de les seves possibilitats en una guerra oberta.
La Quarta Coalició (1806-1807) de Prússia, Saxònia i Rússia contra França es va formar només uns mesos després del col·lapse de la coalició precedent. El juliol de 1806, l'Emperador de França havia creat la Confederació del Rin, ignorant els petits estats alemanys de la vall del Rin i de l'interior d'Alemanya.
L'agost, el rei de Prússia Frederic Guillem III de Prússia va prendre la decisió d'anar a la guerra independentment de les altres grans potències, tot i que hauria estat més lògic que s'hagués unit a Àustria i Rússia, amb la qual cosa hauria pogut contenir Napoleó i previngut el desastre de la Tercera Coalició a la Batalla d'Austerlitz.
El setembre, Napoleó llençà totes les forces franceses sobre el Rin. Eren al voltant de 160.000 homes, xifra que va augmentar a mesura que la campanya es desenvolupava, contra Prússia, i es van moure amb tal velocitat que virtualment van aniquilar a l'exèrcit prussià d'uns 250.000 homes (25.000 baixes, 150.000 presoners, 4.000 peces d'artilleria i 100.000 mosquets capturats i emmagatzemats a Berlín). L'exèrcit prussià va ser definitivament vençut per Napoleó a la Batalla de Jena, i pel mariscal Davout a la Batalla d'Auerstädt (14 d'octubre de 1806). Aquesta última batalla va enfrontar a un simple cos de l'exèrcit francès que va derrotar el gruix de l'exèrcit Prussià. A Jena, Napoleó únicament va lluitar contra un destacament.
La següent etapa de la guerra va portar a l'expulsió de tropes russes de Polònia i la creació del nou Gran Ducat de Varsòvia. Napoleó llavors va prendre rumb cap al nord per enfrontar-se a les restes de l'exèrcit rus i intentar capturar la nova capital prussiana de Königsberg. Un moviment tàctic durant la Batalla d'Eylau, entre el 7 i el 8 de febrer, va forçar els russos a una posterior rendició. Napoleó va arrossegar a l'exèrcit rus a la Batalla de Friedland, el 14 de juny. Després d'aquesta derrota, Alexandre es va veure forçat a firmar la pau amb Napoleó a Tilsit, el 7 de juliol de 1807.
Al Congrés d'Erfurt (1808), Napoleó i el Tsar Alexandre I van acordar que Rússia havia de forçar Suècia a unir-se al Bloqueig Continental, la qual cosa va conduir a la Guerra Finlandesa i a la divisió de Suècia pel golf de Bòtnia. La part oriental va ser annexionada per Rússia en favor del Gran Ducat de Finlàndia.

## La Guerra del Francès i la cinquena coalició

Els 130 departments francesos l'any 1812.

L'alçament popular contra la invasió francesa el 2 de maig de 1808 va donar lloc a la Guerra del Francès, que va culminar l'any 1814 amb l'expulsió del tron de Josep I Bonaparte i la restauració de la monarquia borbònica a la figura de Ferran VII d'Espanya.
La Cinquena Coalició (1809) del Regne Unit i Àustria contra França es va formar mentre el Regne Unit s'enfrontava amb França en la Guerra del Francès. De nou, el Regne Unit s'havia quedat sol i l'activitat militar britànica s'havia vist reduïda a una successió de petites victòries a les colònies franceses i altres victòries navals a Copenhaguen (2 de setembre de 1807). A terra, només es va intentar la desastrosa Expedició Walcheren (1809). La lluita es va centrar llavors en la guerra econòmica - Bloqueig Continental contra bloqueig naval. Ambdós costats van entrar en combat tractant de reforçar els seus bloqueigs; els anglesos van combatre els Estats Units en la Guerra de 1812, i els francesos es van enfrontar en la Guerra del Francès a Espanya (1808-1814). El conflicte a la península Ibèrica va començar quan Portugal va continuar comerciant amb Anglaterra malgrat les restriccions franceses. Quan tropes espanyoles van vèncer els francesos en la batalla de Bailén, demostrant que una part important del poble espanyol no volia mantenir la seva aliança amb França, les tropes franceses van ocupar gradualment el seu territori fins a entrar a Madrid, la qual cosa va propiciar la intervenció anglesa
Àustria, prèviament aliada de França, va aprofitar l'oportunitat d'intentar recuperar el seu antic Imperi Alemany que havia existit abans de la batalla d'Austerlitz. Inicialment van tenir èxit contra les febles forces del mariscal Davout. Napoleó havia deixat a Davout amb només 170.000 soldats per defensar la frontera Occidental de França. Aquesta mateixa tasca s'havia dut a terme en els anys 1790 per 800.000 soldats, i llavors havien de defensar un front molt menor.
Napoleó va recuperar Madrid, i va derrotar espanyols i anglesos, expulsant l'exèrcit anglès de la península. L'atac d'Àustria va agafar desprevingut Napoleó, que estava embolicat en operacions contra el Regne Unit. Això va fer que abandonés la península Ibèrica i no tornés mai més a allà. En la seva absència, i en absència dels seus millors oficials (Davout va romandre a l'est durant la guerra), la situació va canviar, especialment quan gran part de la península espanyola es va rebel·lar contra Napoleó i va iniciar una ferotge guerra de guerrilles victoriosa que en poc temps derrotaria Napoleó amb l'ajuda anglesa.
Els austríacs es van introduir al Gran Ducat de Varsòvia, però van ser vençuts en la batalla de Radzyn, el 19 d'abril de 1809. L'exèrcit polonès va recuperar el territori conegut com a Galícia Occidental després dels seus primers èxits.
Napoleó va assumir el comandament de l'est i va encoratjar l'exèrcit per contraatacar a Àustria. Una sèrie de batalles relativament menors van assegurar la massiva batalla d'Aspern-Essling, la primera derrota tàctica de Napoleó. L'error del comandant austríac, l'Arxiduc Carles, en voler prosseguir rere la seva petita victòria, va permetre a Napoleó preparar un intent d'assetjar Viena, cosa que va fer a primers de juliol. Va vèncer els Austríacs en la batalla de Wagram, entre el 5 i el 6 de juliol. Durant aquesta batalla el mariscal Bernadotte va ser desposseït del seu títol i va ser ridiculitzat per Napoleó davant altres oficials de l'Estat Major. A Bernadotte li oferiren llavors la corona de Príncep de Suècia, que acceptà, traint així a Napoleó. Posteriorment, Bernadotte participaria activament en les guerres contra el seu antic emperador.
La guerra de la Cinquena Coalició va acabar amb el Tractat de Schönbrunn, el 14 d'octubre de 1809
El 1810, l'Imperi Francès va assolir la seva màxima extensió. Napoleó es va casar amb Marie-Louise, una arxiduquessa austríaca, a fi d'assegurar una aliança estable amb Àustria i proporcionar a l'Emperador un hereu, una cosa que la seva primera esposa, Josefina, no havia pogut donar-li. A més de l'Imperi Francès, Napoleó controlava la Confederació Suïssa, La Confederació del Rin, el Gran Ducat de Varsòvia i el Regne d'Itàlia. Els territoris aliats incloïen: el Regne d'Espanya (Josep Bonaparte), el regne de Westfàlia (Jerònim Bonaparte), el regne de Nàpols (Joachim Murat, germà adoptiu), el principat de Lucca i Piombino (Fèlix Bacciocchi, germà adoptiu), i els seus antics enemics, Prússia i Àustria

## L'economia de l'Imperi
En l'àmbit econòmic, França s'enfrontava, a més d'una despesa humana considerable, a una despesa econòmica per les contínues campanyes d'expansió. La producció de l'Imperi se centrava en gran part en l'esforç de la producció armamentística. D'altra banda, el bloqueig Continental imposat per Napoleó al comerç amb els anglesos va resultar potser més costós per a França que per a Anglaterra, i va disparar el contraban, que escapava al control de la hisenda pública, i que a la fi, acabava introduint els productes britànics al continent a través de tercers països.

## El bloqueig continental
El Bloqueig Continental va ser un dels vèrtexs en la política exterior de Napoleó en el seu intent d'asfixiar l'economia britànica, però li van fallar els recursos necessaris per fer front a la Marina Reial Anglesa. Els seus plans per a això es van frustrar definitivament amb la batalla de Trafalgar, el 1805. Napoleó va suplir aquest fracàs fent la guerra comercial a Anglaterra. Com a resultat de la Revolució Industrial, Anglaterra era una potència emergent a Europa en manufactura i fabricació, i era per això vulnerable a un embargament comercial.
El Bloqueig Continental era justament això: un embargament. El novembre de 1806, després d'haver conquerit o aconseguit avantatjoses aliances amb totes les majors potències de l'Europa Continental, Napoleó va publicar el Decret de Berlín, prohibint als seus aliats i a la resta de nacions conquerides comerciar amb el Regne Unit. El 1807, va tractar d'enfortir aquest bloqueig en un esforç de destruir el comerç anglès com a preludi a una invasió publicant el Decret de Milà.
En darrer terme, l'embargament va ser un fracàs, encara que al preu d'un considerable sofriment per al poble britànic. L'exclusivitat napoleònica sobre els ports no podia aturar el contraban anglès, i els mercaders britànics van buscar de forma agressiva altres mercats. Anglaterra, per mitjà de les "Ordres en Consell" (Orders in Council) de 1807, va prohibir als seus socis comercials el comerç amb França. El Congrés dels Estats Units va decretar l'Acta d'Embargament de 1807, per la qual els ports americans quedaven tancats al comerç anglès, i aquests fets el van conduir a la guerra amb Anglaterra el 1812.
Portugal va ser l'únic país europeu que va refusar obertament unir-se al Bloqueig Continental. Després del Tractat de juliol de 1807, Napoleó va tractar de capturar la flota portuguesa i a la casa de Braganza, així com ocupar els ports portuguesos i expulsar els anglesos del territori portuguès, però va fracassar. El Rei Joan VI de Portugal va portar la seva flota al Brasil (en aquells temps era una possessió portuguesa) escortada per la Royal Navy. La població portuguesa bullia en revoltes contra els invasors francesos, i l'exèrcit britànic de Wellington va intervenir, donant inici a la Guerra Peninsular el 1808.
De fet, el Bloqueig Continental va causar més danys col·laterals a les nacions del 'Gran Imperi' del que va fer a la Gran Bretanya. Rússia, en particular, no podia suportar més l'embargament, i el 1812 va reobrir el comerç amb Anglaterra. Napoleó llavors va preparar la Grande Armée, una força de més de mig milió d'homes de totes parts d'Europa, i va envair Rússia.

## L'imperi de les armes
En general, el Primer Imperi Francès va ser un govern mantingut per la força de les armes en contra de la resta de les potències europees que el tenallaven. Malgrat dominar pràcticament tot Europa, i estendre el seu domini militar fins a Moscou, el seu final pel simple esgotament del país sembla ara obvi. Essencialment, va ser aquesta desmesurada expansió en introduir-se a Rússia la que finalment va cobrar a Napoleó el preu de perdre el seu Imperi. La llarga i sagnant retirada de milers de quilòmetres, perseguit pels exèrcits russos, el dur hivern rus, i una sèrie de derrotes a Leipzig i la campanya dels Sis Dies, on, malgrat obtenir victòries, ho feia a l'elevat cost de perdre gradualment al seu exèrcit, va precipitar la caiguda de l'imperi.
Els aliats de la Sisena Coalició, finalment, van entrar a París el març de 1814 i mitjançant el Tractat de Fontainebleau, van acabar amb el domini napoleònic sobre Europa, exiliant l'Emperador a l'Illa d'Elba, i el 30 de maig, amb la signatura del Tractat de París, Lluís XVIII és nomenat rei de França.
L'anomenat Imperi dels Cent Dies, no pot ser considerat de cap manera com la reinstauració imperial a França, ja que va ser ràpidament neutralitzat per totes les potències aliades en un període relativament curt, decidides aquestes a no haver d'enfrontar-se mai més amb l'imperialisme francès. Més aviat es tendeix a considerar com una crisi provocada pel carisma de Napoleó i la seva capacitat d'arrossegar amb ell al poble, que no simpatitzava en absolut amb la imposició de la restauració monàrquica dels Borbons. Napoleó III intentà de recrear el carisma de Napoleó sota el Segon Imperi Francès (1852-1870).

## Cronologia del Primer Imperi Francès
- 1803
  - 18 de maig
    - Anglaterra declara la guerra a França.
    - Una fragata anglesa canoneja i captura un vaixell francès a prop de la Bretanya.

  - 19 d'octubre
    - Es firma un tractat que obliga Espanya a finançar les campanyes de Napoleó.
- 1804
  - 28 de maig
    - Napoleó Bonaparte és coronat Emperador de França a la Catedral de Notre Dame de París.

  - 5 d'agost
    - Anglaterra captura quatre vaixells espanyols procedents d'Amèrica a fi de pressionar Espanya que deixi de finançar a Napoleó o bé es decanti per un bàndol i declari la guerra. Aquesta presa és la culminació d'una campanya de fustigació contra el comerç espanyol.

  - 14 de desembre
    - Espanya declara la guerra a Anglaterra
- 1805
  - Abril de 1805
    - Anglaterra i Rússia firmen la Tercera Coalició contra França, a la qual s'unirà posteriorment Àustria.

  - 25 de setembre
    - Comença la batalla d'Ulm.

  - 21 d'octubre
    - Batalla de Trafalgar. La flota anglesa intercepta i venç a la flota combinada franco-espanyola a prop de Cadis.

  - 2 de desembre
    - Batalla d'Austerlitz. Napoleó destrossa els exèrcits austríacs i acaba amb la Tercera Coalició.

  - 26 de desembre
    - Tractat de Pressburg.[7] Venècia passa a control italià, i el Tirol a control de Baviera.
- 1806
  - 1 d'abril
    - Josep Bonaparte és nomenat Rei de Nàpols.

  - 20 de juny
    - Lluís Bonaparte és nomenat rei d'Holanda.

  - 12 de juliol
    - Es crea formalment la Confederació del Rin a París, deslligant a nombrosos principats alemanys del Sacre Imperi Romanogermànic.

  - 6 d'agost
    - El Sacre Imperi Romanogermànic queda dissolt per l'Emperador Francesc II d'Àustria.

  - 24 d'agost
    - Tractat de pau entre França i Rússia.

  - 14 d'octubre
    - Batalla de Jena. Napoleó derrota a l'exèrcit prussià. Batalla d'Auerstädt. El mariscal Davout derrota l'exèrcit prussià.

  - 9 d'octubre
    - Prússia declara la guerra a França. S'inicien les guerres de la Quarta Coalició.

  - 27 d'octubre
    - Napoleó entra a Berlín, després d'una campanya fulgurant.

  - 1 de novembre
    - Es decreta el Bloqueig Continental contra Anglaterra. S'inicia la Guerra Comercial